# Richard Brooke Garnett

Richard Brooke Garnett

Richard Brooke Garnett (* 21. November 1817 im Essex County, Virginia; † 3. Juli 1863 in Gettysburg, Pennsylvania) war ein Offizier des US-Heeres und Brigadegeneral der Konföderierten Staaten von Amerika (CSA) im Sezessionskrieg.

## Leben
Garnett wurde 1817 auf dem Landsitz Rose Hill im Essex County geboren. Sein Cousin war Robert Selden Garnett, ebenfalls ein späterer General der Konföderierten. Nach seiner normalen Schulausbildung besuchte er die Militärakademie in West Point, New York, die er 1841 als 29. seines Jahrgangs erfolgreich abschloss. Anschließend diente er als Leutnant im 6. US-Infanterie-Regiment an verschiedenen Orten in Florida, nahm am zweiten und dritten Seminolenkrieg teil und war anschließend Kommandant Fort Laramies, Wyoming. Während des Mexikanisch-Amerikanischen Krieges 1846–1848 war er Angehöriger eines Stabes in New Orleans.
Bei Ausbruch des Bürgerkrieges war Garnett im Rang eines Hauptmanns in Kalifornien stationiert. Er quittierte den Dienst und trat im Rang eines Majors in das konföderierte Heer ein. Am 14. November 1861 wurde er zum Brigadegeneral befördert und bekam das Kommando über die 1. Brigade der konföderierten Potomac-Armee übertragen, die zuvor von „Stonewall“ Jackson gebildet und geführt worden war (daher Stonewall Brigade genannt). Unter Jacksons Kommando nahm Garnett an mehreren Schlachten teil, zuletzt an der Schlacht von Gettysburg vom 1.–3. Juli 1863, wo er erst am letzten Tag der Schlacht eintraf und sich an der berühmten finalen Attacke der CSA, bekannt als „Picketts Charge“, beteiligte. Dabei wurde er laut Zeugenaussagen durch Kartätschenfeuer tödlich verwundet. Sein Leichnam wurde nie identifiziert.